# Garbatka (województwo mazowieckie)
Garbatka – wieś sołecka w Polsce położona w województwie mazowieckim, w powiecie piaseczyńskim, w gminie Lesznowola.
W skład sołectwa Garbatka wchodzi także wieś Jastrzębiec.
| SIMC    | Nazwa       | Rodzaj    |
| ------- | ----------- | --------- |
| 0004736 | Jastrzębiec | część wsi |

Wieś szlachecka Garbatki położona była w drugiej połowie XVI wieku w powiecie tarczyńskim ziemi warszawskiej województwa mazowieckiego.
W latach 1975–1998 miejscowość administracyjnie należała do województwa warszawskiego.